# Hauseiche (Bad Kreuzen)

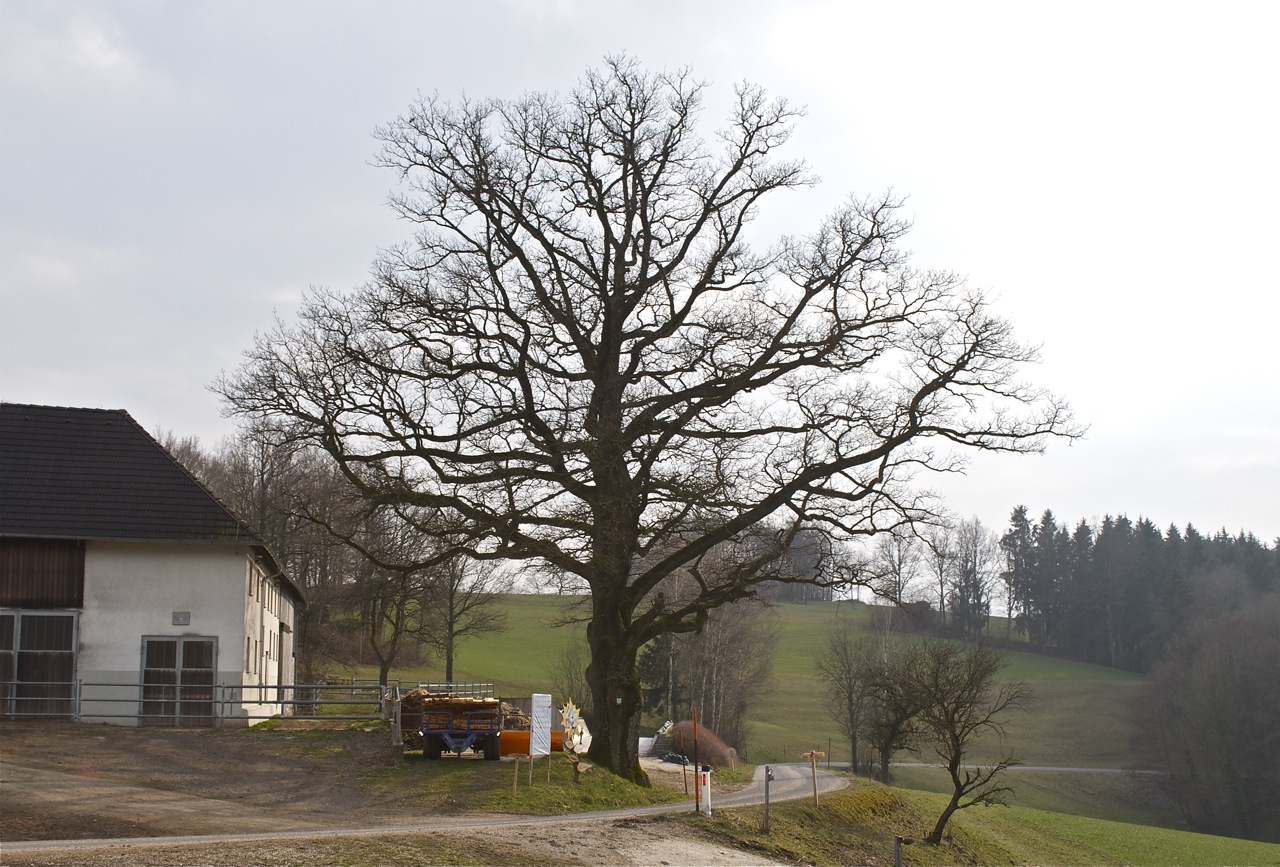

Die Hauseiche, auch Steinereiche genannt, in der Marktgemeinde Bad Kreuzen, ist eine Stieleiche (Quercus robur).

## Beschreibung
Die Eiche beim Anwesen Steiner in Kain steht unmittelbar am Rand des Güterweges Mitterdörfl und tritt auf Grund der Hanglage in der Landschaft nicht besonders hervor. Sie wird wegen ihrer Größe geschützt und ist im Naturschutzbuch des Landes Oberösterreich als Naturdenkmal ausgewiesen.